# Sistema de información gerencial
Sistema de información gerencial (SIG; en inglés: management information system, MIS), es un sistema de información basado en computadora, que presenta una colección de personas, procedimientos, bases.
Los sistemas de información para la administración tienen como objetivo principal mostrar una visión general de la situación de la empresa. Consecuentemente, estos muestran la situación de las operaciones regulares de la empresa para que los directivos puedan controlar, organizar, planear y dirigir.
Los sistemas de información gerencial son el resultado de interacción colaborativa entre personas, tecnologías y procedimientos colectivamente llamados sistemas de información orientados a solucionar problemas empresariales. Se diferencian de los sistemas de información comunes en que para analizar la información utilizan otros sistemas que se usan en las actividades operacionales de la organización. Académicamente, el término es comúnmente utilizado para referirse al conjunto de los métodos de gestión de la información vinculada a la automatización o apoyo humano de la toma de decisiones (por ejemplo: Sistemas de apoyo a la decisión, Sistemas expertos y Sistemas de información para ejecutivos).

## Nombres alternativos
Estos sistemas son conocidos en inglés como management information system. Esto ha dado lugar a varios nombres que derivan de diferentes traducciones. Entre las que se encuentran: sistema de información administrativa (SIA), sistema de información para la administración (SIA), sistema de información gerencial (SIG) y sistema de información para la gestión (SIG).

## Definición y estructura de un SIG
Un sistema integrado usuario–máquina, el cual implica que algunas tareas son mejor realizada por el hombre, mientras que otras son muy bien hechas por la máquina, para prever información que apoye las operaciones, la administración y las funciones de toma de decisiones en una empresa.
El sistema utiliza equipos de computación y software especializado, procedimientos, manuales, modelos para el análisis, la planificación, el control y la toma de decisiones, además de bases de datos.

## Características
Las características principales de un MIS son:
1. Produce reportes (anuales, semestrales, trimestrales o mensuales) con un formato preestablecido.
2. Produce consultas impresas o consultas en pantalla
3. Utiliza datos internos de las operaciones de la empresa, almacenados en las bases de datos de los sistemas de datos transaccionales.

Un ejemplo claro de los sistemas de información para la administración son los MIS de ventas, los MIS de tesorería, los MIS de recursos humanos, los MIS de control de inventarios, etc.

## Funciones de un MIS
El MIS y sus sistemas aledaños contribuyen a la solución de problemas a través de dos formas básicas: los recursos de información que abarcan a toda la organización, y la identificación y comprensión de los problemas.
Los recursos de información que abarcan toda la organización se refieren a que el MIS es un esfuerzo que requiere de toda la organización y que busca proporcionar información importante para la toma de decisiones. El sistema es un acuerdo y un compromiso formal por parte de los ejecutivos de poner computadoras al servicio de los gerentes. El MIS acondiciona el terreno para alcanzar logros en otras áreas de la empresa relacionadas con los SIBC, como son los DSS, los sistemas basados en conocimientos  y la oficina virtual (McLeod, 2000).
La identificación y comprensión de los problemas se refiere a que la idea o concepto fundamental en el que se basa el MIS es el mantenimiento de un flujo continuo de información hacia el gerente, ya que el gerente usa el MIS principalmente para detectar problemas actuales o urgentes, y posteriormente para entenderlos determinando las causales y sus ubicaciones (McLeod, 2000).

## Tipos de MIS
Existen tres tipos de reportes MIS, los reportes programados, los reportes por demanda y los reportes por excepción.
Los reportes programados son reportes generados de manera periódica que presentan resultados de las operaciones, así como reportes  con indicadores de la situación de la empresa.
Los reportes por demanda son reportes que se generan solo cuando el administrador o tomador de decisiones requiere de cierta información. La elaboración de estos reportes no es automática, sino que se genera a partir de la solicitud del usuario. 
Los reportes por excepción son reportes generados en el momento en que ocurre alguna situación crítica, en la cual se requiere información adicional acerca de algún evento especial. 

## Planificación y Control
Todas las funciones gerenciales; Planificación, Organización, Dirección y Control son necesarias para un buen desempeño organizacional. Los Sistemas de Información Gerencial son necesarios para apoyar estas funciones, en especial la Planificación y el Control. El valor de la información proporcionada por el sistema, debe cumplir con los siguientes cuatro supuestos básicos:
- Calidad: Para los gerentes es imprescindible que los hechos comunicados sean un fiel reflejo de la realidad planteada.
- Oportunidad: Para lograr un control eficaz, las medidas correctivas en caso de ser necesarias, deben aplicarse a tiempo, antes de que se presente una gran desviación respecto de los objetivos planificados con anterioridad.
- Cantidad: Es probable que los gerentes casi nunca tomen decisiones acertadas y oportunas si no disponen de información suficiente, pero tampoco deben verse desbordados por información irrelevante e inútil, pues esta puede llevar a una inacción o decisiones desacertadas.
- Relevancia: La información que le es proporcionada a un gerente debe estar relacionada con sus tareas y responsabilidades.

## Pasos para analizar un SIG
1. Identificar a todos aquellos agentes que están utilizando o deberían utilizar los distintos tipos de información (profesionales, trabajadores de campo, supervisores, administradores, etc.)
2. Establecer los objetivos a largo y corto plazo de la organización, departamento o punto de prestación de servicios.
3. Identificar la información que se requiere para ayudar a las diferentes personas a desempeñarse efectiva y eficientemente, y eliminar la información que se recolecta pero que no se utiliza.
4. Determinar cuáles de los formularios y procedimientos actuales para recolectar, registrar, tabular, analizar y brindar la información, son sencillos, no requieren demasiado tiempo y cubren las necesidades de los diferentes trabajadores, y qué formularios y procedimientos necesitan mejorarse.
5. Revisar todos los formularios y procedimientos existentes para recolectar y registrar información que necesiten mejorarse o preparar nuevos instrumentos si es necesario.
6. Establecer o mejorar los sistemas manuales o computarizados para tabular, analizar, y ofrecer la información para que sean más útiles a los diferentes trabajadores
7. Desarrollar procedimientos para confirmar la exactitud de los datos.
8. Capacitar y supervisar al personal en el uso de nuevos formularios, registros, hojas de resumen y otros instrumentos para recolectar, tabular, analizar, presentar y utilizar la información.
9. Optimizar un sistema de información gerencial: qué preguntar, qué observar, qué verificar

## Una estructura piramidal

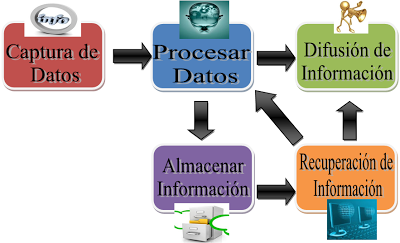
El objetivo del Sistema de Información Gerencial es proporcionar información para el soporte en la toma de decisiones estructuradas y con esto lograr que las metas y objetivos de negocio sean logrados de manera más eficientes. Puesto que la toma de decisiones no está restringida a un determinado nivel. Se espera que el SIG apoye a todos los niveles de gestión en la realización de operaciones de negocio.

1. La parte inferior de la pirámide está comprendida por la información relacionada con el procesamiento de las transacciones.
2. El siguiente nivel comprende los recursos de información para apoyar las operaciones diarias de control.
3. El tercer nivel agrupa los recursos del sistema de información para ayudar a la planificación táctica y la toma de decisiones relacionadas con el control Administrativo.
4. El nivel más alto comprende los recursos de información necesarios para apoyar la planificación estratégica y la definición de políticas de los niveles más altos de la administración.

## Historia
En el año de 1960, cuando las computadoras fueron introducidas en el mundo de los negocios y empezaron a programarse para resolver problemas a través de un sistema de toma de decisiones para administradores, surgieron los sistema de apoyo a la toma de decisiones administrativa (MIS, Management Information Systems, por sus siglas en inglés). 
Estos sistemas usan el más básico sistema de procesamiento de datos para preparar reportes administrativos, graficar información o presentar tendencias y ciclos de la empresa, así como, para monitorear  y comparar el comportamiento de una empresa con su planeación y presupuestos.
Los sucesores de los MIS, son los DSS, sistemas más complejos que no solo presentan reportes de la situación de la empresa, sino que también generan soluciones a los problemas y apoyan de manera directa al administrador, en la toma de decisiones(Encyclopedia Británica, 2011).